# Luigi Ridolfi
Luigi Ridolfi (Pievequinta, 11 aprile 1894 – Verona, 2 agosto 1919) è stato un militare e aviatore italiano, pluridecorato pilota di velivolo da bombardamento durante la prima guerra mondiale, al termine del conflitto fu pioniere dello sviluppo dell'aviazione civile in Italia.

## Biografia
Nacque a Pievequinta, frazione di Forlì, l’11 aprile 1894, figlio di Matteo Ridolfi e Giuseppina Rossi. Dopo aver frequentato la Scuola di Arti e Mestieri "Umberto I", nel 1912 si arruolò nel Regio Esercito, entrando a far parte del genio militare.
Stimolato dalle notizie delle imprese aeree della nascente aviazione, fra cui la trasvolata delle Alpi da parte di Geo Chavez, decise di passare nell'aviazione militare transitando nel Battaglione aviatori. Promosso tenente ottenne il brevetto di pilota aviatore il 2 agosto 1915, a guerra già iniziata da qualche mese. Rimase in servizio con il compito di istruttore alla Caproni di Cascina Costa fino al gennaio 1917, quando incominciò la sua carriera da pilota di velivolo da bombardamento. Assegnato alla 4ª Squadriglia dell’XI Gruppo, allora al comando di Gabriele D'Annunzio, fu istruttore del "Vate" al pilotaggio dei velivoli Caproni, prendendo parte anche a un attacco alla base navale di Cattaro. 
Nel novembre 1917 è nella 6ª Squadriglia.
Il 25 maggio 1918 prese parte, su velivoli Caproni Ca.5, a un tentativo di bombardamento delle posizioni austro-ungariche situata a grande quota sul Passo del Tonale.
Il 2 ottobre era nella 201ª Squadriglia.
Durante il conflitto compì più di 6.000 voli e 65 azioni di bombardamento in otto mesi di guerra, stabilendo un primato assoluto per la sua epoca, tanto da meritare il premio Bombardieri del cielo, del valore di 2.000 lire, organizzato dalla rivista Il Secolo Illustrato della Domenica.
Per il suo valore fu decorato con diverse medaglie, tra cui due d’argento al valor militare, quella d'oro al valor militare del Regno di Serbia, e con la Croix de guerre 1914-1918 concessagli "motu proprio" dal Re del Belgio Alberto I.
Finito il conflitto, Ridolfi passò alla nascente aviazione civile come pilota collaudatore alla Caproni. Volò anche, come pilota di Caproni Ca.5, su varie linee interne: Milano-Roma, Roma-Napoli, Milano-Torino, Milano-Venezia. Luigi Ridolfi era abile anche nel volo acrobatico, aveva infatti eseguito vari spettacoli a Forlì. Il 2 agosto 1919 decollò da Taliedo, al comando di un aereo da trasporto Caproni Ca.48 con destinazione l’aeroporto di San Nicolò a Venezia che raggiunse regolarmente. Durante il volo di ritorno l’aereo ebbe un cedimento strutturale mentre volava sulla città di Verona, e precipitò al suolo causando la morte di tutti i passeggeri e i membri dell’equipaggio. Sull'aereo erano presenti, oltre a Ridolfi, altre 15 persone, tra cui il giornalista forlivese Tullo Morgagni, che rimasero uccise.  Il suo corpo è sepolto nel campo centrale del Cimitero Monumentale di Forlì, dove si può vedere un suo busto, opera di Bernardino Boifava.
A Luigi Ridolfi è oggi dedicata una strada di Forlì, la scuola elementare di Pievequinta, la frazione di Forlì dove era nato, e l'Aeroporto di Forlì inaugurato il 19 settembre 1936 da Benito Mussolini, il Duca d’Aosta e Achille Starace.

### Annotazioni
1. ↑  A bordo dell’aereo si trovavano oltre i piloti Marco Resnati e Luigi Ridolfi, cinque giornalisti milanesi, il Direttore del Secolo Illustrato Tullio Morgagni, Tancredi Zanghieri, del Secolo, Oreste Cipriani, del Corriere della Sera, Mario Bruni della Sera, Giannetto Bisi del Mondo, il tenente Sante Rovida, l'industriale Giovanni Bernareggi, Carlo Corbetta, Giacono Casiraghi, Luigi Chiesura, Mario Bertolini, i motoristi Luigi Gascone e Guglielmo Visconti.

### Fonti
1. 1 2  Lodovico 1980, p. 189.
2. 1 2 3 4 5 6 7 8 9  Mancini 1936, p. 523.
3. ↑  Lodovico 1980, p. 119.
4. ↑  Lodovico 1980, p. 131.
5. ↑  Lodovico 1980, p. 141.
6. ↑   Ritratto di Luigi Ridolfi con cavallo alato, su PatER, Patrimonio Culturale dell'Emilia Romagna, ultimo aggiornamento 30 aprile 2015. URL consultato il 22 marzo 2025.
7. ↑   Cimitero Monumentale, su Comune di Forlì Cultura e Turismo, Servizio Cultura Turismo e Legalità, Comune di Forlì, 21 novembre 2023. URL consultato il 22 marzo 2025 (archiviato il 22 marzo 2025).
8. ↑  Cesare Sangiorgi, Sauro Tassinari, Tutti i colori del cielo, storia del volo a Forlì, Acquacalda Editore, Forlì, 2004.